# Azerbaigian ai XXII Giochi olimpici invernali
L'Azerbaigian ha partecipato ai XXII Giochi olimpici invernali, che si sono svolti dal 7 al 23 febbraio a Soči in Russia, con una delegazione composta da tre atleti.

## Pattinaggio di Figura
| Gara              | Atleta                          | Programma corto | Programma corto | Programma libero | Programma libero | Totale | Totale    |
| Gara              | Atleta                          | Punti           | Posizione       | Punti            | Posizione        | Punti  | Posizione |
| ----------------- | ------------------------------- | --------------- | --------------- | ---------------- | ---------------- | ------ | --------- |
| Danza su ghiaccio | Julia Zlobina / Alexei Sitnikov | 58.15           | 14 Q            | 90.48            | 11               | 148.63 | 12        |

## Sci alpino

### Uomini
| Gara            | Atleta           | Manche 1 | Manche 1  | Manche 2 | Manche 2  | Totale  | Totale    |
| Gara            | Atleta           | Tempo    | Posizione | Tempo    | Posizione | Tempo   | Posizione |
| --------------- | ---------------- | -------- | --------- | -------- | --------- | ------- | --------- |
| Slalom gigante  | Patrick Brachner | 1'31"32  | 60        | 1'32"31  | 53        | 3'03"63 | 53        |
| Slalom speciale | Patrick Brachner | DNF      | DNF       | DNF      | DNF       | DNF     | DNF       |

### Donne
| Gara            | Atleta                | Manche 1 | Manche 1  | Manche 2 | Manche 2  | Totale | Totale    |
| Gara            | Atleta                | Tempo    | Posizione | Tempo    | Posizione | Tempo  | Posizione |
| --------------- | --------------------- | -------- | --------- | -------- | --------- | ------ | --------- |
| Slalom speciale | Gaia Bassani Antivari | DNS      | DNS       | DNS      | DNS       | DNS    | DNS       |